# Colmier-le-Bas
Colmier-le-Bas és un municipi francès situat al departament de l'Alt Marne i a la regió del Gran Est. L'any 2007 tenia 22 habitants.

## Demografia

### Població
El 2007 la població de fet de Colmier-le-Bas era de 22 persones. Hi havia 12 famílies de les quals 4 eren unipersonals (4 dones vivint soles i 4 dones vivint soles), 4 parelles sense fills i 4 parelles amb fills.
La població ha evolucionat segons el següent gràfic:
Habitants censats

### Habitatges
El 2007 hi havia 21 habitatges, 12 eren l'habitatge principal de la família, 8 eren segones residències i 1 estava desocupat. Tots els 21 habitatges eren cases. Dels 12 habitatges principals, 9 estaven ocupats pels seus propietaris i 3 estaven llogats i ocupats pels llogaters; 1 tenia tres cambres, 4 en tenien quatre i 7 en tenien cinc o més. 10 habitatges disposaven pel capbaix d'una plaça de pàrquing. A 3 habitatges hi havia un automòbil i a 6 n'hi havia dos o més.

### Piràmide de població
La piràmide de població per edats i sexe el 2009 era:
| Homes | Edats   | Dones |
| ----- | ------- | ----- |
| 0     | 95 o +  | 0     |
| 0     | 90 a 94 | 0     |
| 0     | 85 a 89 | 0     |
| 4     | 80 a 84 | 4     |
| 0     | 75 a 79 | 0     |
| 0     | 70 a 74 | 0     |
| 0     | 65 a 69 | 0     |
| 4     | 60 a 64 | 0     |
| 0     | 55 a 59 | 0     |
| 4     | 50 a 54 | 0     |
| 4     | 45 a 49 | 0     |
| 0     | 40 a 44 | 0     |
| 0     | 35 a 39 | 0     |
| 0     | 30 a 34 | 0     |
| 0     | 25 a 29 | 0     |
| 0     | 20 a 24 | 0     |
| 0     | 15 a 19 | 0     |
| 0     | 10 a 14 | 0     |
| 0     | 5 a 9   | 0     |
| 0     | 0 a 4   | 0     |

## Economia
El 2007 la població en edat de treballar era de 10 persones, 6 eren actives i 4 eren inactives. Les 6 persones actives estaven ocupades(6 homes).. De les 4 persones inactives 1 estava jubilada i 3 estaven classificades com a «altres inactius».
Activitats econòmiques
L'any 2000 a Colmier-le-Bas hi havia 4 explotacions agrícoles que ocupaven un total de 804 hectàrees.

## Poblacions més properes
El següent diagrama mostra les poblacions més properes.